# Грин, Марк Энтони
Марк Энтони Грин (англ. Mark Anthony Green) — американский кинорежиссёр, а также бывший журналист и редактор журнала GQ. Его режиссёрским дебютом стал фильм «Опус» (2025).
Он из Канзас-Сити (штат Миссури).